# فهرج
فهرج (بالفارسية: فهرج) هي مدينة تقع في إيران في كرمان. يقدر عدد سكانها بـ 6,105 نسمة .